# Paracalliax
Paracalliax is een geslacht van kreeftachtigen uit de klasse van de Malacostraca (hogere kreeftachtigen).

## Soorten
- Paracalliax bollorei de Saint Laurent, 1979
- Paracalliax stenophthalmus Sakai, Türkay, Beuck & Freiwald, 2015